# Verenigde Provincies van de Río de la Plata
De Verenigde Provincies van de Río de la Plata (Spaans: Provincias Unidas del Río de la Plata) was de officiële naam van Argentinië nadat de onafhankelijkheid was uitgeroepen in 1816 van Spanje. Argentinië droeg deze naam tot 1853. Na dat jaar heette Argentinië officieel Republica Argentina.
De naam Verenigde Provincies van Zuid-Amerika (Provincias Unidas de Sudamérica) was ook in gebruik tot 1826.
Het confederaal gebied omvatte de regio's die we nu als de volgende landen/gebieden kennen:
- Argentinië
- Uruguay (dat zich in 1828 afscheidde van de confederatie met het Verdrag van Montevideo)
- Het Boliviaanse departement Tarija.

## Zie ook

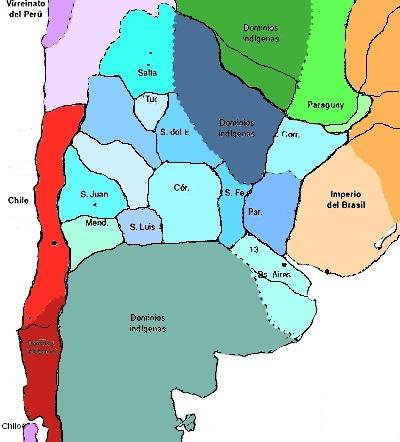
De Verenigde Provincies van de Río de la Plata in 1823